# Championnats du monde de boccia 2016
Navigation
Pékin 2014 Liverpool 2018
Les championnats du monde de boccia 2016, neuvième édition des championnats du monde de boccia, ont lieu du 19 au 26 mars 2016 à Pékin, en Chine.
Cette édition ne concerne que les épreuves individuelles.

## Classification
Les athlètes atteints de handicap moteur grave sont classés en quatre catégories:
- BC1 : athlètes paralysés cérébraux qui peuvent être aidés d’un assistant qui ajuste le fauteuil roulant ou fait passer une boule au joueur.
- BC2 : athlètes paralysés cérébraux qui ne peuvent pas être assistés.
- BC3 : athlètes ayant d’importantes difficultés motrices qui peuvent être aidés d’un assistant ou d'un appareil pour lancer la balle.
- BC4 : athlètes ayant des difficultés motrices autres que la paralysie cérébrale mais qui ont les mêmes difficultés qu'un BC1 ou BC2 et ne peuvent pas être assistés.

## Participants
Au total, 31 nations participent à ces championnats du monde de boccia 2016.
| Amérique                                                                                                | Asie | Europe | Océanie         |
| --- | --- | --- | --------------- |
| - Argentine (5) - Bermudes (2) - Brésil (9) - Canada (6) - États-Unis (1) - Mexique (2) - Venezuela (1) | - Chine (9) - Corée du Sud (10) - Hong Kong (7) - Iran (1) - Japon (9) - Macao (2) - Singapour (1) - Taïwan (1) - Thaïlande (5) | - Allemagne (2) - Belgique (3) - Espagne (5) - Grèce (3) - Hongrie (1) - Israël (1) - Norvège (1) - Pays-Bas (2) - Portugal (10) - Royaume-Uni (7) - Russie (6) - Slovaquie (6) - Suède (3) - Tchéquie (3) | - Australie (2) |

## Résultats
| Épreuves       | Or                      | Argent                   | Bronze                  |
| -------------- | ----------------------- | ------------------------ | ----------------------- |
| Individuel BC1 | Pattaya Tadtong (THA)   | Witsanu Huadpradit (THA) | David Smith (GBR)       |
| Individuel BC2 | Worawut Saengampa (THA) | Yan Zhiqiang (CHN)       | Hidetaka Sugimura (JPN) |
| Individuel BC3 | Jeong Ho-won (KOR)      | Kazuki Takahashi (JPN)   | Kim Han-soo (KOR)       |
| Individuel BC4 | Stephen McGuire (GBR)   | Zheng Yuansen (CHN)      | Leung Yuk Wing (HKG)    |

## Tableau des médailles
| Rang  | Nation       | Or | Argent | Bronze | Total |
| ----- | ------------ | -- | ------ | ------ | ----- |
| 1     | Thaïlande    | 2  | 1      | 0      | 3     |
| 2     | Corée du Sud | 1  | 0      | 1      | 2     |
| -     | Royaume-Uni  | 1  | 0      | 1      | 2     |
| 4     | Chine        | 0  | 2      | 0      | 2     |
| 5     | Japon        | 0  | 1      | 1      | 2     |
| 6     | Hong Kong    | 0  | 0      | 1      | 1     |
| Total | Total        | 4  | 4      | 4      | 12    |